# 德奥拉利普拉瓦拉
德奥拉利普拉瓦拉（Deolali Pravara），是印度马哈拉施特拉邦Ahmadnagar县的一个城镇。总人口30334（2001年）。

## 人口
该地2001年总人口30334人，其中男性15763人，女性14571人；0—6岁人口3755人，其中男2030人，女1725人；识字率65.30%，其中男性为73.34%，女性为56.61%。